# Roberts Ozols
Roberts Ozols (Kuldīga, 10 de septiembre de 1995) es un futbolista letón que juega en la demarcación de portero para el F. K. Auda de la Virslīga.

## Selección nacional
Hizo su debut con la Letonia el 7 de octubre de 2020 en un partido amistoso contra Montenegro que finalizó con un resultado de empate a uno tras el gol de Igors Tarasovs para Letonia, y de Igor Ivanović para el combinado montenegrino.

## Clubes
| Club                     | País       | Año       | Partidos | Goles |
| ------------------------ | ---------- | --------- | -------- | ----- |
| FK Liepājas Metalurgs II | Letonia    | 2013      | 2        | 0     |
| FK Spartaks Jūrmala      | Letonia    | 2013-2014 | 9        | 0     |
| FK Daugava               | Letonia    | 2014-2015 | 12       | 0     |
| Riga FC                  | Letonia    | 2015-2022 | 130      | 0     |
| F. K. Auda               | Letonia    | 2023      | 23       | 0     |
| Qizilqum Zarafshon       | Uzbekistán | 2024      | 24       | 0     |
| F. K. Auda               | Letonia    | 2025-     | 5        | 0     |

## Palmarés

### Campeonatos nacionales
| Título          | Club    | País    | Año  |
| --------------- | ------- | ------- | ---- |
| Virslīga        | Riga FC | Letonia | 2018 |
| Copa de Letonia | Riga FC | Letonia | 2018 |
| Virslīga        | Riga FC | Letonia | 2019 |
| Virslīga        | Riga FC | Letonia | 2020 |